# Букова усойка
„Букова усойна“ е защитена местност в землището на Доспей. Заема площ от 16,2 ха. Създадена е на 29 декември 1972 г., с цел опазване на вековна букова гора.